# Prächtiger Sonnentau
Der Prächtige Sonnentau (Drosera magnifica) ist eine Pflanzenart aus der Gattung Sonnentau (Drosera) in der Familie der Sonnentaugewächse (Droseraceae).
Diese fleischfressende Pflanze ist ein Endemit im brasilianischen Bundesstaat Minas Gerais.

## Beschreibung

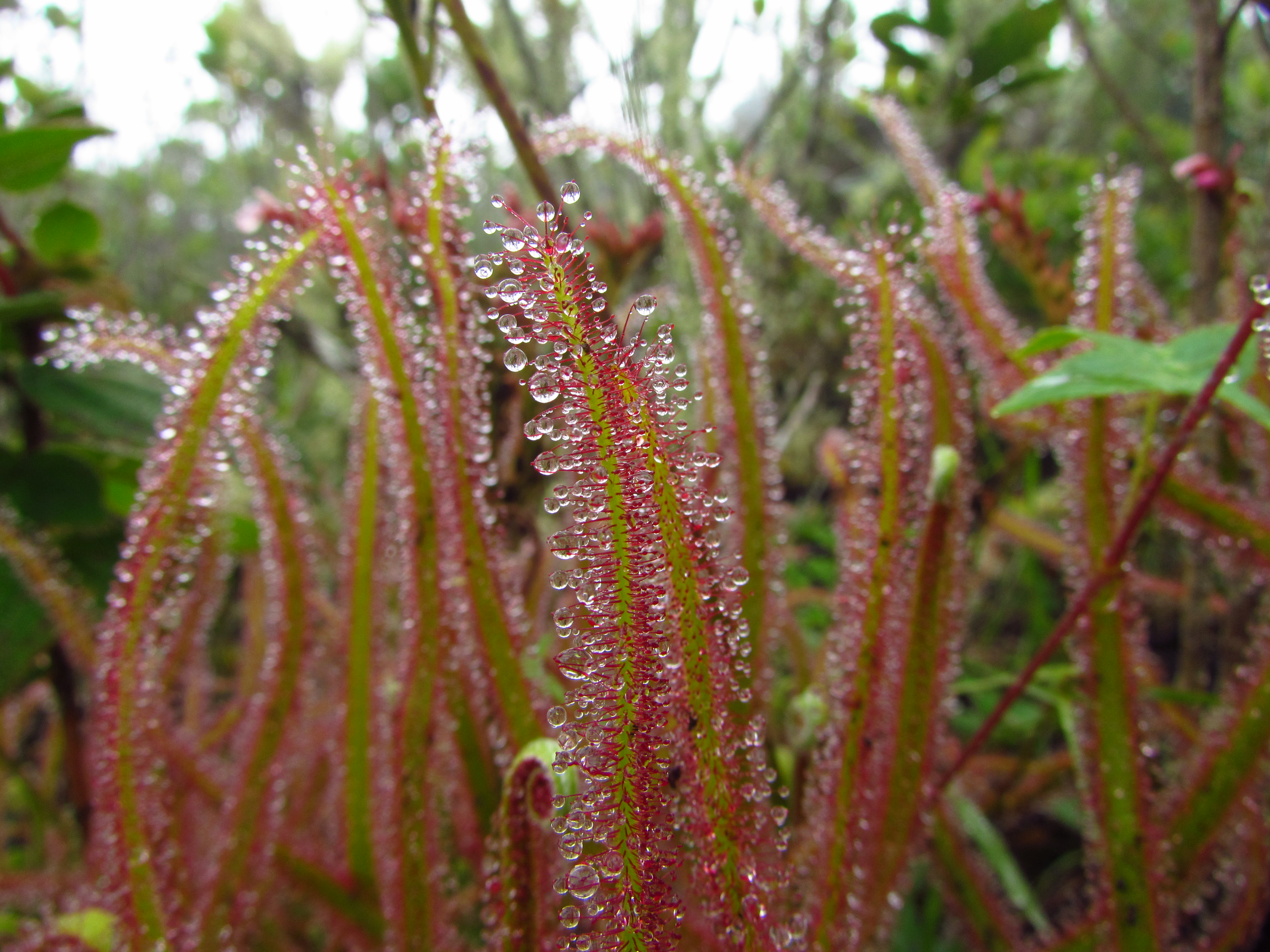
Blätter mit Drüsenhaaren

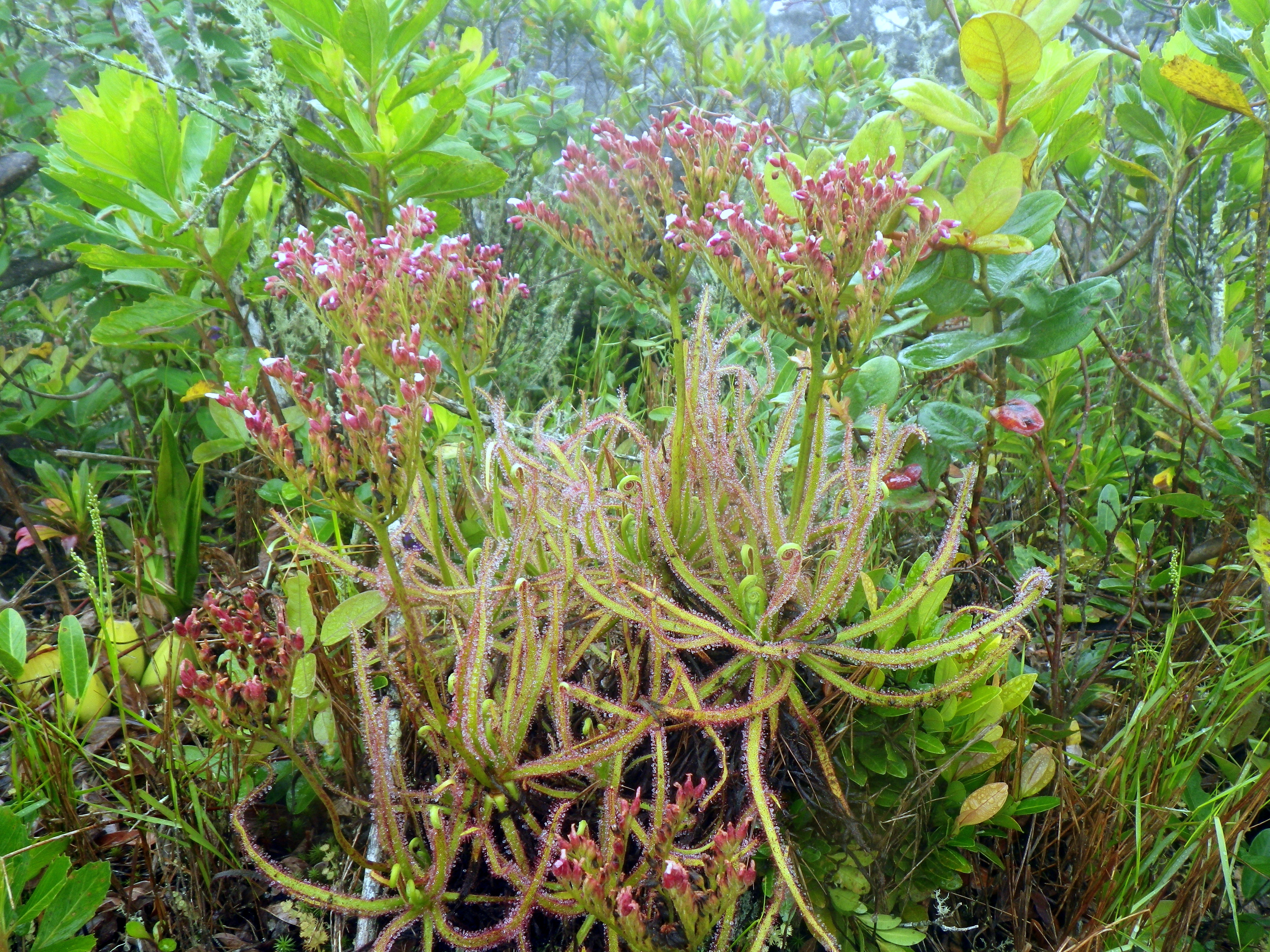
Habitus, Blätter und Blütenstände

### Vegetative Merkmale
Drosera magnifica ist eine ausdauernde krautige Pflanze. Es wird eine grundständige Blattrosette und eine unbeblätterte, ausläufer-artige Sprossachse, die eine Länge von maximal 123,5 Zentimeter erreicht und niederliegend oder, gestützt durch die umgebende Vegetation, aufsteigend wächst, gebildet. Der Stängel ist unverzweigt oder einfach verzweigt. Die Abzweig der basalen Seitensprosse wird durch die bleibenden, vertrockneten Blätter des Vorjahrs verdeckt. Die Wurzeln sind sukkulent, schwarz gefärbt und nur wenig verzweigt.
Die grün gefärbten Laubblätter sind bei einer Länge von 100 bis 240 Millimetern sowie einer Breite von nur 3 bis 8 Millimetern linealisch-lanzettlich mit zugespitztem oberem Ende, der Rand der Blattspreite ist bei reifen Blättern eingerollt. Reife Laubblätter sind sitzend, junge besitzen einen erkennbaren Blattstiel. Die membranösen, goldbraunen Nebenblätter sind bei einer Länge von maximal 15 Millimetern dreieckig.

### Indument
Die oberirdischen Pflanzenteile sind teilweise bedeckt durch ein Indument weißer, an getrockneten Exemplaren goldgelb verfärbter, nicht drüsiger Haare von etwa 4 Millimeter Länge, diese sitzen an der Basis der Blattunterseite, auf der gesamten Blattoberseite, Sprossachse, Blütenstiel und Kelchblättern. Gestielte kopfige Drüsenhaare erreichen nur maximal 0,5 Millimeter Länge, sie sitzen an der Sprossachse, den Blütenstielen und Kelchblättern. Die Blattoberfläche trägt zahlreiche kleine, ungestielte Drüsen. Die für die Gattung typischen, insektenfangenden Drüsenhaare sitzen auf der Blattoberseite, es sind rot gefärbte, lang gestielte, kopfige Drüsenhaare.

### Generative Merkmale
Der meist mit sechs bis zehn Verzweigungen oben reich verzweigte, zymöse Blütenstand erreicht eine Wuchshöhe von 165 bis 350 Millimetern und enthält 17 bis 190 Blüten. Es sind hinfällige, relativ kleine Hochblätter vorhanden. Die Blütenstiele sind 2,5 bis 7 Millimeter lang.
Die Blütezeit reicht, soweit bekannt, von Oktober bis Dezember. Die zwittrigen Blüten sind radiärsymmetrisch und fünfzählig mit doppelter Blütenhülle. Die fünf Kelchblätter sind bei einer Länge von bis 8 Millimetern länglich-verkehrt-eiförmig bis eiförmig und sind während der Anthese rosa-weiß gefärbt. Die fünf Kronblätter sind bei einer Länge von 8 bis 10 Millimetern verkehrt-eiförmig und hell-rosafarben getönt. Die Staubbeutel sind gelb. Auf dem grünen, kugeligen Fruchtknoten befinden sich drei Griffel.

## Vorkommen und Gefährdung
Drosera magnifica wurde bisher nur im Gipfelbereich des Pico do Padre Ângelo, Gemeinde Conselheiro Pena, im Osten des brasilianischen Bundesstaates Minas Gerais, in einer Höhenlage von etwa 1500 Metern gefunden. Sie wächst in einer lokal als „campos rupestres“ (im Übergang zur „campos de altitude“) bezeichneten, grasigen bis strauchigen Savannenvegetation in pflanzenstreureichem, sandigem Boden, der massiven Sandsteinfels überdeckt. Die meisten Exemplare wachsen dicht an dicht in einer winzigen, südexponierten Lichtung von nur 50 mal 50 Meter Ausdehnung. Der Untergrund ist nicht vernässt, der Standort erhält aber starken Feuchtigkeitszustrom durch an den Berghängen aufsteigende feuchte Luft.
Aufgrund des extrem kleinen, mikroendemischen Verbreitungsgebiets wurde Drosera magnifica bereits bei ihrer Entdeckung nach den Kriterien der IUCN als „vom Aussterben bedroht“ bewertet. Der einzige Standort ist durch Rinderweiden, Kaffee- und Eucalyptus-Plantagen und eingeschleppte Pflanzenarten (Neophyten) bedroht.

## Besonderheiten
Drosera magnifica ist eine der drei größten Drosera-Arten. Die anderen beiden sind der Königs-Sonnentau (Drosera regia) aus Südafrika und Drosera gigantea aus Australien. Brasilien beherbergt etwa 30 der insgesamt etwa 250 Drosera-Arten, darunter die ähnlichen und vermutlich nächstverwandten Drosera graminifolia und Drosera spiralis.
Die Entdeckung von Drosera magnifica ist bemerkenswert; es ist die erste Pflanzenart, die durch ein Foto auf Facebook entdeckt wurde. Der Orchideenliebhaber Reginaldo Vasconcelos fotografierte die Pflanze als neue Art im Jahr 2012. Nachdem die späteren Erstbeschreiber das Foto im Netz entdeckt hatten, traten sie mit Vasconcelos in Kontakt und unternahmen 2013 eine Reise zum Fundort, bei dem das Material für die wissenschaftliche Erstbeschreibung gewonnen wurde.
Eine andere Quelle berichtet, dass diese Behauptung fälschlicherweise von den Erstbeschreibern aufgestellt und dann in den Medien verbreitet wurde. Es wurden bereits zuvor mehrfach neue Pflanzenarten auf Facebook entdeckt, u. a. Rafflesia mixta.
Auf dieser und fünf verwandten Sonnentau-Arten lebt die Larve der Schwebfliege Toxomerus basalis. Sie ist darauf spezialisiert, von der Pflanze gefangene Insekten-Beute abzusammeln und für die eigene Ernährung zu nutzen (Kleptoparasitismus). Die Larven verbringen ihre gesamte Lebenszeit auf den Pflanzen, wo sie zwischen den Fanghaaren umherkriechen, die für sie selbst aufgrund eines abgeschiedenen wässrigen Sekrets unschädlich sind.